# Phyllolabis hemmingseni
Phyllolabis hemmingseni är en tvåvingeart som beskrevs av Nielsen 1959. Phyllolabis hemmingseni ingår i släktet Phyllolabis och familjen småharkrankar. Inga underarter finns listade i Catalogue of Life.